# ReJoyce: The Christmas Album
ReJoyce: The Christmas Album é um álbum natalino gravado pela cantora americana Jessica Simpson lançado em 2004.
O álbum conta com duetos da cantora e irmã de Jessica Ashlee Simpson na música "Little Drummer Boy" e também com o cantor Nick Lachey.
Teve como singles as músicas "Let It Snow, Let It Snow, Let It Snow", "What Christmas Means to Me" e "O Holly Nigth".
O disco estreou na Billboard Top 200 no nº 16 com vendas de 152 mil cópias na primeira semana. O álbum chegou ao nº 14. A 23 de fevereiro de 2009, o álbum tinha vendido 669 mil cópias nos Estados Unidos e foi certificado Ouro pela RIAA.

## Faixas
1. "Let It Snow, Let It Snow, Let It Snow" (Sammy Cahn, Jule Styne) – 2:01
2. "The Christmas Song (Chestnuts Roasting on an Open Fire)" (Mel Tormé, Robert Wells) – 4:03
3. "Baby, It's Cold Outside (song)|Baby, It's Cold Outside" (Frank Loesser) – 2:49
4. "O Holy Night" (Adolphe Adam) – 4:11
5. "The Little Drummer Boy" (Katherine Davis, Henry Onorati, Harry Simeone) – 3:41
6. "I Saw Mommy Kissing Santa Claus" (Tommie Connor) – 3:09
7. "What Child Is This" (Traditional) – 3:57
8. "What Christmas Means to Me" (Anna Gordy Gaye, George Gordy, Allen Story) – 3:01
9. "Breath of Heaven (Mary's Song)" (Chris Eaton, Amy Grant) – 5:40
10. "It's Christmas Time Again" (billymann, Nick Lachey, Christopher Rojas,Jessica Simpson) – 3:10
11. "Hark! The Herald Angels Sing" (Felix Mendelssohn) – 3:11

### Edição Limitada
1. "The Little Drummer Boy" (Dueto com Ashlee Simpson)
2. "Let It Snow, Let It Snow, Let It Snow"
3. "O Holy Night"
4. "Hark! The Herald Angels Sing"
5. "What Christmas Means To Me"
6. "Breath Of Heaven (Mary's Song)"
7. "Angels (Acoustic)"

## Paradas
| Parada (2004-2007)           | Posição |
| ---------------------------- | ------- |
| Billboard Top Holiday Albums | 2       |
| Billboard Hot 100            | 14      |